# 세비야 아틀레티코
세비야 아틀레티코(Sevilla Atlético)는 스페인에 있는 세비야를 연고로 하는 축구팀이다. 이 팀은 1958년에 창단되었으며, 현재 프리메라 페데라시온에 참가하고 있다. 세비야 FC의 리저브 팀이다.

## 선수 명단

### 현역
참고: FIFA 자격 규정에 따라 소속된 국가대표팀 국기를 표시합니다. 선수는 복수의 FIFA 비회원국 국적을 가지고 있을 수 있습니다.
| 번호 | 포지션 | 국적     | 이름                   |
| ---- | ------ | -------- | ---------------------- |
| 3    | DF     | 벨라루스 | 레오 마스카로          |
| 9    | FW     | 콜롬비아 | 마테오 메히아          |
| 10   | MF     |          | 스타니스 이덤보 무잠보 |
| 14   | DF     |          | 로베르트 잘라데        |

| 번호 | 포지션 | 국적   | 이름            |
| ---- | ------ | ------ | --------------- |
| 30   | FW     | 세네갈 | 이브라히마 소우 |

## 역대 감독
| 감독                     | 임기        |
| ------------------------ | ----------- |
| 마누엘 히메네스 히메네스 | 2000 ~ 2007 |

틀:세비야 아틀레티코